# Stu Barnes
Stuart Douglas „Stu“ Barnes (* 25. Dezember 1970 in Spruce Grove, Alberta) ist ein ehemaliger kanadischer Eishockeyspieler sowie derzeitiger -trainer und -funktionär, der im Verlauf seiner aktiven Karriere zwischen 1986 und 2008 unter anderem 1252 Spiele für die Winnipeg Jets, Florida Panthers, Pittsburgh Penguins, Buffalo Sabres und Dallas Stars in der National Hockey League auf der Position des Centers bestritten hat. Barnes, der im NHL Entry Draft 1989 bereits an vierter Gesamtposition ausgewählt wurde, feierte im Trikot der kanadischen U20-Nationalmannschaft mit dem Gewinn der Junioren-Weltmeisterschaft 1990 seinen größten Karriereerfolg. Seit September 2019 ist er als Scout für die Seattle Kraken tätig und ist bereits seit 2004 Mitbesitzer der Tri-City Americans aus der Western Hockey League.

## Karriere
Nachdem Barnes zwischen 1987 und 1990 drei Jahre lang in der Western Hockey League bei den New Westminster Bruins und Tri-City Americans gespielt hatte, wechselte er Saison 1990/91 ins kanadische Nationalteam. Zuvor war er bereits im NHL Entry Draft 1989 an der vierten Gesamtposition von den Winnipeg Jets ausgewählt worden.
Für die Jets gab der Kanadier in der Saison 1991/92 sein Debüt in der NHL und blieb diesen bis in die Saison 1993/94 hinein treu, ehe er zu den Florida Panthers transferiert wurde. Dort stand er 1996 im Stanley-Cup-Finale, das jedoch gegen die Colorado Avalanche mit einem Sweep verloren ging. In der darauffolgenden Spielzeit wechselte er zu den Pittsburgh Penguins. Nach drei Jahren dort wurde er in der Saison 1998/99 für Matthew Barnaby zu den Buffalo Sabres getauscht. Dort zog er in derselben Saison erneut ins Stanley-Cup-Finale ein, wo sich Buffalo allerdings nach sechs Spielen den Dallas Stars geschlagen geben musste. Nachdem er 2001 zum Kapitän des Teams ernannt worden war, wechselte er in der Saison 2002/03 zu den Dallas Stars. Dort spielt er seitdem und dient als Assistenzkapitän, wenn einer der regulären Assistenten Mike Modano oder Sergei Subow fehlen. Im Sommer 2007 unterschrieb er einen Vertrag über ein Jahr zu geschätzten 900.000 US-Dollar Jahresgehalt. Anschließend beendete er seine aktive Karriere. Obwohl er nie ein großer Punkte- oder Toreproduzent war, brachte es Barnes immer wieder auf konstant viele Einsätze in seinen Mannschaften, da er als guter Defensivspieler und Bullyspezialist galt.
Nach seinem letzten Jahr beendete er seine Karriere und nahm einen Assistenztrainerposten bei den Stars an. Diesen hatte er zwei Jahre inne, verließ das Team in der Folge und wurde allerdings in gleicher Funktion im Juni 2017 wieder eingestellt. Zusammen mit Olaf Kölzig ist er außerdem Mitbesitzer der Tri-City Americans in der Western Hockey League, für die beide vor ihrer NHL-Karriere spielten. Beide kauften das Franchise im Jahr 2004 von einer Gruppe um Brian Burke und Glen Sather, die das Team zwei Jahre zuvor erworben hatte.
Nach der Saison 2018/19 verließ er die Stars und wurde im September 2019 als Scout beim neuen NHL-Franchise aus Seattle angestellt, das im Juli 2020 den Namen Seattle Kraken erhielt.

### International
Für sein Heimatland nahm Barnes mit der kanadischen U20-Nationalmannschaft an der Junioren-Weltmeisterschaft 1990 in Finnland teil. Dabei gewann er mit der Mannschaft die Goldmedaille, wozu er in sieben Turnierspielen sechs Scorerpunkte beisteuerte.

## Erfolge und Auszeichnungen
| - 1987 AJHL Rookie of the Year - 1988 Jim Piggott Memorial Trophy - 1988 WHL West Second All-Star Team | - 1989 WHL Most Valuable Player - 1989 WHL West Second All-Star Team |

### International
- 1990 Goldmedaille bei der Junioren-Weltmeisterschaft

## Karrierestatistik

### International
Vertrat Kanada bei:
- Junioren-Weltmeisterschaft 1990

(Legende zur Spielerstatistik: Sp oder GP = absolvierte Spiele; T oder G = erzielte Tore; V oder A = erzielte Assists; Pkt oder Pts = erzielte Scorerpunkte; SM oder PIM = erhaltene Strafminuten; +/− = Plus/Minus-Bilanz; PP = erzielte Überzahltore; SH = erzielte Unterzahltore; GW = erzielte Siegtore; 1 Play-downs/Relegation; Kursiv: Statistik nicht vollständig)